# Бадалона (футбольний клуб)
Футбольний клуб «Бадалона» (кат. Club de Fútbol Badalona) — іспанська футбольна команда з міста Бадалона в провінції Каталонія. Клуб був заснований у 1903 році, та грає в групі 5 Терсери Федерасьйон, та грає домашні матчі на стадіоні «Естаді Мунісіпаль» місткістю 4170 глядачів. З 2022 до 2023 року «Бадалона» грала як резервна команда новоствореної команди «Бадалона Футур», проте пізніше відносини між клубами були розірвані.

## Історія
Клуб «Бадалона» була заснована в 1903 році як футбольний клуб «Бетуло», а через 5 років перейменована на "ФК «Бадалона». Клуб грав 14 сезонів у другому дивізіоні (1934—1936, 1939—1941, 1947—1952, 1963—1968 роки), але це було до створення проміжного Сегунда Дивізіон Б. Оскільки клуб постійно відчував економічні проблеми, та змушений був боротися за переваги людей з баскетбольною командою «Ховентуд де Бадалона», та був на порозі зникнення на початку 2000-х років (коли команда мала святкувати 100-річчя), але після чергового злиття цього разу з «Уніо д'Еспорт бадалоні», команда відновилась та змінила назву на «Клуб де Футбол Бадалона», зі збереженням своєї історії, та зрештою дебютувала на третьому рівні іспанського футболу в 2004 році.
У січні 2015 року домашній стадіон клубу з 1936 року «Камп дель Сентенарі» на 10 тисяч місць було знесено, і клуб тимчасово перемістили на «Камп де Монтігала» до завершення будівництва нового стадіону «Естаді Мунісіпаль де Бадалона» на 4100 місць, який урочисто відкрили 29 січня 2017 року. Середня відвідуваність домашніх ігор команди становили 946 у сезоні 2018—2019 років та 947 у сезоні 2019—2020 років.
У сезоні 2018—2019 років клуб посів 7-ме місце в групі 3 Сегунди Дивізіон Б. «Бадалона» добре виступила вдома в цьому сезоні, програвши лише 4 з 19 матчів на «Естаді Мунісіпаль». Клуб посів 19-те місце у скороченому сезоні 2019—2020 років через COVID-19, вигравши лише 3 з 12 домашніх ігор, але команда не понизилася до Терсери, оскільки Королівська іспанська футбольна федерація скасувала всі пониження через неповний сезон (було зіграно 3/4 ігор сезону).
У 2022 році Бадалона поглинула клуб «Коста-Брава». Оскільки клуб перейшов до Терсера Федерасьйон, «Коста-Брава» змінила назву на «Бадалона Футур», а початкова «Бадалона» розпочала грати як резервна команда новоствореного клубу, проте в 2023 році угода між клубами була розірвана, і «Бадалона Футур» продовжила виступи як окрема команда.